# José Ferrer Sala
José Ferrer Sala (San Sadurní de Noya, 19 de octubre de 1925-6 de noviembre de 2024) fue un empresario español dedicado al sector vitivinícola.

## Biografía
Su infancia estuvo marcada por el asesinato de su padre Pedro Ferrer y su hermano mayor durante la guerra civil española. En los años cuarenta, las mujeres de la familia, al frente de Dolors Sala tomaron las riendas de Freixenet, mientras José se formaba para hacerse cargo de la empresa en un futuro.
Se diplomó en economía, enología y viticultura por la Universidad de Barcelona. En 1947 se hizo cargo de Freixenet, la empresa familiar creada en 1914 por sus padres Pedro Ferrer Bosch y Dolors Sala Vivé. En 1941 creó la marca Carta Nevada y bajo su dirección, el grupo se ha convertido en pionero en la exportación de vinos espumosos, consolidada en 1974 con la creación del cava Cordón Negro, por lo que actualmente es una de las primeras empresas internacionales en el sector vitícola.En 2024, la empresa produce más de 110 millones de botellas de las cuales vende en el exterior el 75 por ciento.
Ferrer Sala llegó al éxito empresarial a través de los tres "t": talento, trabajo y tenacidad; con las que pasó de ser un productor de cava local en líder mundial del sector.
Entre otros cargos, fue miembro del Consejo Consultivo del Fomento del Trabajo Nacional, del consejo asesor de la Cámara Oficial de Comercio, Industria y Navegación de Barcelona y de la Fundación Bosch i Gimpera – Universidad de Barcelona (UB), y miembro de los Patronatos del Museo Nacional de Arte de Cataluña - MANAC, de la Fundación Orfeón Catalán - Palacio de la Música Catalana, de la Fundación Gran Teatro del Liceo y de ESADE, y profesor del IESE.
Fue presidente de la empresa Freixenet (1978-1999) hasta que la dejó a su sobrino José Luis Bonet, para convertirse en presidente honorífico.En 2018, entró un socio estratégico, el grupo alemán Oetker, que adquirió el 50,07% del capital de Freixenet.

## Premios y reconocimientos
- Creu de Sant Jordi (1987)[6]
- Premio Juan Lladó (1998), por su apoyo a la cultura.[7]
- Premio Reino de España a la Trayectoria empresarial (2015)[8][9]